# Sông Luchosa
Luchosa (tiếng Nga: Лучоса - trước năm 1984 mang tên là Luchyesa (Лучеса) hay Luchyosa (Лучёса) - là một con sông ở Belarus. Nó là phụ lưu phía trái của sông Buh Tây. Nó tọa lạc ở huyện Vitebsk và huyện Liozna thuộc tỉnh Vitebsk, sau đó đổ vào sông Buh Tây thuộc thành phố Vitebsk.
Sông Luchosa bắt nguồn từ hồ Zelyanskoye (Zelenskoye) gần làng Babinovichi thuộc huyện Liozna. Chiều rộng con sông là 20-30 mét, sau đó nở rộng ra đến 60 mét ở phía hạ lưu. Sông đóng băng từ tháng 12 cho đến cuối tháng 3. Lưu lượng nước chảy ở cửa sông là 21,4 mét khối/giây. Lưu vực của nó nằm trên bình nguyên Luchosskaya, được chia nhỏ thành nhiều thung lũng sông, khe núi và ложбинами. Thung lũng sông có hình thang, chiều rộng 400-600 mét. Bờ sông khá dốc, nhiều chỗ có độ dốc rất lớn. Vùng ngập dọc theo hai bờ sông, thay đổi không liên tục và phát triển nhiều hơn ở bờ trái. MВ половодье среднее превышение уровня воды над меженью в нижнем течении составляет 6,2 м, максимальное 9,9 м (1956 г.).
Phụ lưu chính ở bờ phải là các sông Chernitsa, Suhodrovka, Vorlye,... còn ở bờ trái là Ordyshevka, Serokorotnyanka, Obolyanka, Chernichanka. Trong vùng lưu vực của sông là các hồ Gorodno, Serokorotnya, Kichin, Sitnyanskoye,...
Tên con sông có nguồn gốc từ ngôn ngữ vùng Baltic. Sông Laukyesa chảy từ Litva và Latvia cũng có tên mang nguồn gốc tương tự.
Bên bờ trái, gần làng Baroniki (Boroniki) và bên bờ phải tại các làng Shapur và Myaklovo tọa lạc các địa điểm khảo cổ học về các khu dân cư cổ gọi là gorod (город), selishche (cелище) cùng với các nấm mộ (kurgan, курган) của người dân Xlavơ cổ.

## Hình ảnh

Sông Luchosa gần VitebskSông Luchosa gần Vitebsk
Sông Luchosa tại khu vực ngoại vi của VitebskSông Luchosa tại khu vực ngoại vi của Vitebsk